# Peltastes pulcher
Peltastes pulcher là một loài thực vật có hoa trong họ La bố ma. Loài này được (Miers) J.F.Morales mô tả khoa học đầu tiên năm 2005.